# Ruine Clanx
Die Ruine Clanx oder «Burg zu Appenzell» ist eine mittelalterliche Burgruine nördlich von Appenzell, auf einer Hügelkuppe des Lehns mit Blick über den Talkessel von Appenzell.

## Geschichte
Im Jahr 1219 wurde die Anlage erstmals urkundlich mit der Bezeichnung in arce Clanx erwähnt. Später wurde sie oft auch als Burg zu Appenzell bezeichnet. Die Burg wurde Anfang des 13. Jahrhunderts durch die Freiherren von Sax vom St. Galler Abt Ulrich und seinem Bruder, dem Klostervogt Heinrich von Sax, erbaut. Sie nannten die Burg Clanx nach ihrem Besitz im Calancatal. Als Zentrum des sankgallischen Klosterbesitzes in Appenzell kam der Burg grosse Bedeutung zu.
Ihre Zerstörung durch die aufständischen Bauern löste 1401 die Appenzeller Freiheitskriege aus. Die Ausgrabung der 1402 endgültig zerstörten Burg erfolgte 1949. Die Grundmauern eines starken Viereckturms, eines kleineren Eckturms auf dem höchsten Punkt, Teile der Ringmauer und Reste des Palas wurden dabei sichtbar. Die ausgegrabenen Gebäudeteile dürften auf Neubauten zurückgehen, die nach der Zerstörung von 1289 erstellt worden sind.